# Megabruchidius sophorae
Megabruchidius sophorae là một loài bọ cánh cứng trong họ Bruchidae. Loài này được Tuda & morimoto miêu tả khoa học năm 2004.